# Adolf Bartels
Pour les articles homonymes, voir Bartels.
Ne doit pas être confondu avec Adolphe Bartels.
Adolf Bartels, né le 15 novembre 1862 à Wesselburen, dans la province du Schleswig-Holstein, décédé le 7 mars 1945 à Weimar, est un poète, écrivain, éditeur, journaliste, historien de la littérature et théoricien politique allemand. Appartenant au courant de pensée völkisch, il est connu comme un des inspirateurs de l'antisémitisme national-socialiste.

## Vie
Élève au gymnasium de Meldorf, dans le Holstein, de 1877 à 1882, il quitta l'école peu avant le baccalauréat, son père ne pouvant payer ses droits de scolarité. Pendant quelque temps, il résida à Hambourg auprès de son oncle. N'ayant pu achever ses études, il retourna au foyer et travailla en tant qu'écrivain auxiliaire au tribunal royal de première instance. À la même époque, il se mit à écrire des poèmes, des textes courts et des essais d'histoire locale, publiés par un ami de son père, Julius Groth, éditeur et rédacteur d'une feuille locale. Ces travaux donnèrent l'idée à Bartels de tenir une série de conférences sur des thèmes littéraires et historiques pour financer des études universitaires.
En 1885, il entra à l'université de Leipzig. Se souciant médiocrement de ses études, il se consacra principalement à ses conférences sur la littérature, l'histoire et la philosophie. Il fit la connaissance à Leipzig de Hermann Conradi, Otto Erich Hartleben et Charles Henckell, qu'il devait représenter plus tard dans son Diable stupide (1896). Cette période, à côté d'un « roman de rebelle » et d'un drame, correspond surtout à des tentatives littéraires et des fragments littéraires inspirés par sa patrie du Schleswig-Holstein (Peter Boie von Helse, Johann Fehring, Editha, Rolves Karsten) et influencés par le naturalisme, qui ne furent jamais publiés.
Entamant une carrière de journaliste en 1888, il épousa Ida Rehork (1868-1958) et devint, grâce à l'entremise de son compatriote Hermann Allmers, rédacteur aux Didaskalia, supplément du Frankfurter Journal, dans lequel il publia des critiques théâtrales, des pages littéraires et des recensions d'ouvrages. Nommé temporairement, de 1890 à 1892, rédacteur en chef du Lahrer Zeitung (de) à Baden, il écrivait, durant ses loisirs, des drames historiques (La papesse Jeanne, Catilina), pour lesquels il ne parvint pas à trouver d'éditeur, et sa première critique littéraire. Retourné à Francfort en 1892, il dirigea de nouveau les Didaskalia jusqu'en 1895. C'est à cette époque qu'il évolua vers l'antisémitisme.
Bartels décida en 1896 de s'établir à Weimar, alors que le Frankfurter Journal connaissait des problèmes financiers. Il fut soutenu par Julius Groth, et il devint secrétaire des Deutschen Schillerstiftung. C'est alors qu'il publia son premier roman, Die Dithmarscher. En outre, il écrivit des articles de critique littéraire pour des revues renommées comme Zeitschriften, Die Grenzboten ou Der Kunstwart. Un groupe d'articles pour Die Grenzboten furent même réunis en volume (Die deutsche Dichtung der Gegenwart. Die Alten und die Jungen) en 1897. Il publia un ouvrage la même année sur l'écrivain naturaliste Gerhart Hauptmann. En 1898, il introduisit dans l'histoire de la littérature allemande le terme de Heimatkunst, courant dont il se fit l'avocat passionné, avec Friedrich Lienhard. Son deuxième roman historique, Dietrich Sebrandt, qui traite des événements révolutionnaires de 1848 dans le Schleswig-Holstein et à Berlin, parut en 1899. Son état de santé s'aggrava. Se croyant condamné, il rassembla poèmes et drames pour les rendre publics, entre 1904 et 1905. Cependant, son état physique s'améliora grâce à plusieurs opérations. À partir de là, deux tendances influencèrent son activité: d'une part, la lutte contre l'influence juive dans la littérature allemande et la « littérature décadente », d'autre part, la mise en avant des jeunes « talents sains ». Cette période fut marquée par son Heinrich Heine (1906). Il lança par ailleurs, en 1909, une nouvelle revue littéraire, Deutsches Schrifttum, qui devait paraître jusqu'en décembre 1933.
Déjà membre de la Ligue allemande, Bartels fonda avec Arthur Moeller van den Bruck, Houston Stewart Chamberlain, Henry Thode, Ludwig Schemann et Hermann Hendrich le Werdandi-Bund (Fédération Werdandi), association d'inspiration völkisch, en 1907. Toutefois, il se refusait à prendre une position politique. Il ne pouvait accepter les objectifs capitalistes et colonialistes de Guillaume II, et l'expression « notre avenir se trouve sur l'eau » lui inspirait de grandes appréhensions. En 1913, Bartels organisa le premier « Deutschen Tag » (« Jour Allemand ») à Eisenach, regroupement d'associations et de fédérations du courant völkisch, et fut, au Schleswig-Holstein, parmi les initiateurs du Musée Hebbel à Wesselburen et du Musée Klaus Groth à Heide.
Après la Première Guerre mondiale, Bartels faisait partie des personnalités reconnues et respectées du mouvement völkisch et s'engagea en faveur du christianisme allemand. Pendant la République de Weimar, il était plutôt proche du Parti national du peuple allemand (DNVP). Toutefois, son élève et secrétaire personnel occasionnel Hans Severus Ziegler (de), gauleiter adjoint de Thuringe en 1933 et son compatriote le comte Ernst zu Reventlow l'amenèrent progressivement à se rapprocher du national-socialisme. Il publia en 1924 une brochure, Der Nationalsozialismus Deutschlands Rettung (Le National-socialisme au secours de l'Allemagne), qui fut plusieurs fois réimprimée et rencontra Hitler en 1926. Celui-ci fait une brève apparition dans le chapitre final de son roman Der Letzte Obervollmacht (1931). Sans avoir été jamais membre du NSDAP, Bartels reçut de nombreux honneurs de la part des nazis, parmi lesquels le ministre de la propagande, Goebbels, le Reichsdramaturg Rainer Schlösser (de) et le Reichsjugenführer Baldur von Schirach.
Un de ses derniers grands travaux fut Geschichte der thüringischen Literatur (Histoire de la littérature thuringienne), en 1938-1942, fruit de longues années de recherches, considéré comme un remerciement à sa patrie de choix. Les Grossdeutschen Dichtertage (Jours des grands poètes allemands) de Weimar, où il parla à côté de Goebbels devant deux cents écrivains invités, furent l'un des derniers grands moments de sa vie, avec la célébration de ses 75 ans, en 1937, et de ses 80 ans, en 1942. Bartels mourut le 7 mars 1945, à Weimar, à l'âge de 82 ans.

## Travaux poétiques et dramatiques
- Gedichte (Poèmes), 1889
- Dichterleben (Vies de poètes), 1890
- Aus der meerumschlungenen Heimat, 1895
- Der dumme Teufel (Le Diable stupide), 1896
- Martin Luther, eine dramatische Trilogie (Martin Luther, une trilogie dramatique), 1903

## Critique et histoire littéraire
- Friedrich Gessler, 1892
- Die deutsche Dichtung der Gegenwart, 1897
- Geschichte der deutschen Litteratur (Histoire de la littérature allemande), deux volumes, 1901-1902
- Adolf Stern, 1905
- Heinrich Heine, 1906
- Gerhart Hauptmann, 1906
- Deutsche Literatur. Einsichten und Aussichten (Aperçu sur la littérature allemande et perspectives), 1907
- Deutsches Schrifttum (Bibliographie allemande), 1911